# Moacyr Filho Domingos Demiquei
Moacyr Filho Domingos Demiquei, también conocido por su apodo Nenê o simplemente Moacyr Filho (Rio Pardo, Brasil; 24 de octubre de 1981) es un esfutbolista brasileño. Jugaba como mediocampista, su primer equipo fue el Clube de Regatas do Flamengo.

## Clubes
| Club               | País        | Año         |
| ------------------ | ----------- | ----------- |
| Flamengo           | Brasil      | 1998 - 2000 |
| Santa Cruz         | Brasil      | 2000 - 2001 |
| Deportes La Serena | Chile       | 2001 - 2002 |
| San José           | Bolivia     | 2002        |
| Suchitepéquez      | Guatemala   | 2002 - 2005 |
| FAS                | El Salvador | 2005 - 2009 |
| Necaxa             | Honduras    | 2010 - 2011 |
| Hispano            | Honduras    | 2011        |
| Platense           | Honduras    | 2012        |
| Deportivo Carchá   | Guatemala   | 2013        |
| Juticalpa F.C.     | Honduras    | 2014        |
| Independiente      | Honduras    | 2015        |

## Palmarés

### Campeonatos nacionales
| Título                          | Club                  | País        | Año           |
| ------------------------------- | --------------------- | ----------- | ------------- |
| Primera División de El Salvador | Club Deportivo FAS    | El Salvador | Clausura 2005 |
| Primera División de El Salvador | Club Deportivo FAS    | El Salvador | Apertura 2009 |
| Segunda División de Honduras    | Club Deportivo Necaxa | Honduras    | Clausura 2010 |

## Vida privada
Moacyr Filho reside en Tegucigalpa, Honduras junto a su esposa. En el año 2012 obtuvo la nacionalidad hondureña al haber contraído matrimonio con una ciudadana hondureña. En una entrevista con Diario Diez realizada en 2011, Moacyr Filho aseguro tener una relación amistosa con el defensor brasileño del Club Deportivo Olimpia, Fábio de Souza Loureiro.